# Brinklow Castle

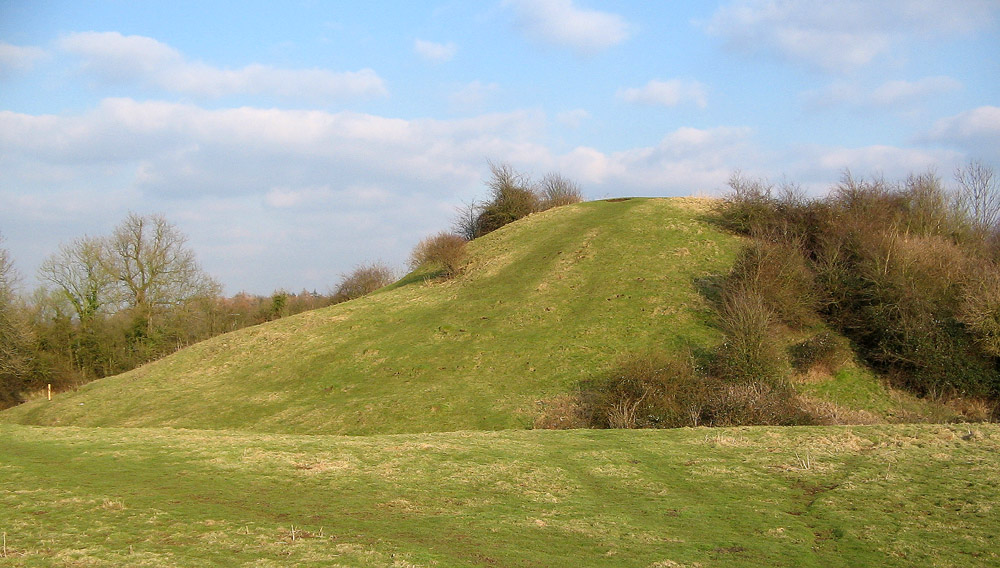
Erdwerke von Brinklow Castle

Brinklow Castle,  in seiner Gegend auch The Tump genannt, ist eine mittelalterliche abgegangene Burg im Dorf Brinklow zwischen Coventry und Rugby in der englischen Grafschaft Warwickshire.

## Geschichte

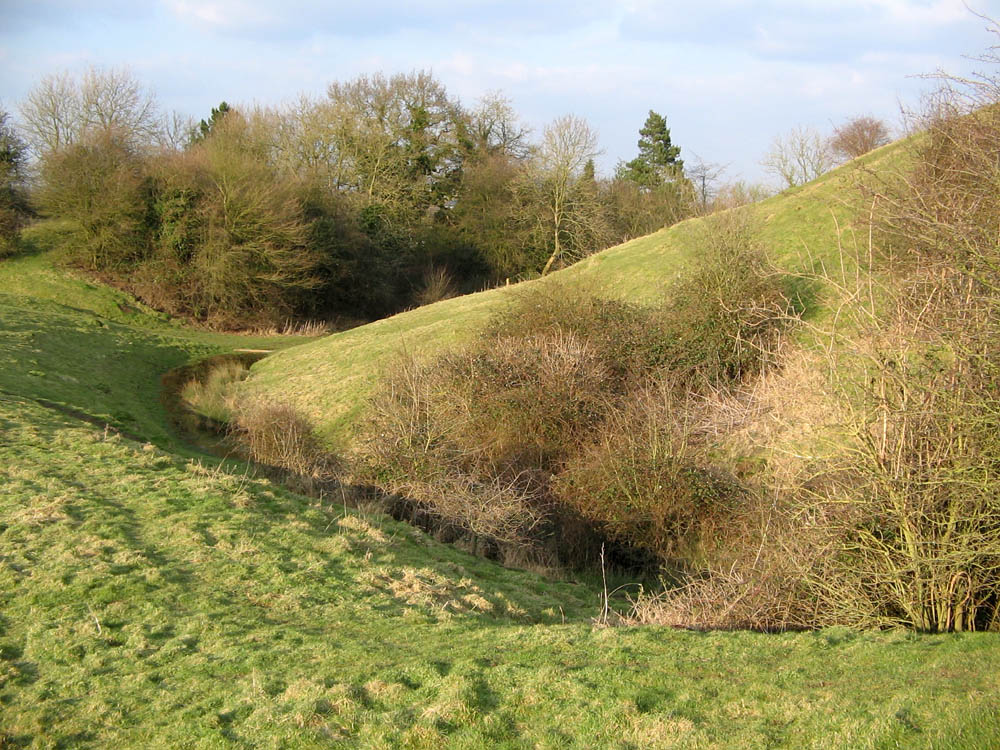
Der Burggraben um den Mound

Brinklow diente wohl zunächst als prähistorisches Hünengrab, daher der altenglische Namensteil hlāw. Earl Alberic ließ es später umbauen. Alberic war der erste normannische Herr von Brinklow; er hatte sein Earldom in Northumberland verlassen und verlor so seine Ländereien in England, bevor das Domesday Book geschrieben wurde. Aber seine Ländereien und Titel waren nicht wieder vergeben, als das Domesday Book geschrieben wurde, daher ist der Umfang seiner Ländereien gut dokumentiert.
Brinklow Castle ist eine große Motte. Der Mound ist 12 Meter hoch und die Burgmauer schloss ursprünglich eine Fläche von 121 Meter × 152 Meter ein. Offenbar wurde die Burg später verändert und ein kleineres Areal durch einen Wall und einen Graben in der Mitte der Burg abgeteilt. Dies legt den langsamen Niedergang von Brinklow Castle nahe.